# Sarcophaga bachmayeri
Sarcophaga bachmayeri är en tvåvingeart som beskrevs av Andy Z. Lehrer 1978. Sarcophaga bachmayeri ingår i släktet Sarcophaga och familjen köttflugor.
Artens utbredningsområde är Österrike. Inga underarter finns listade i Catalogue of Life.